# Armar Lowry-Corry (3e comte Belmore)
Pour les articles homonymes, voir Corry.
Armar Lowry-Corry, 3e comte Belmore (28 décembre 1801 - 17 décembre 1845), titré vicomte Corry de 1802 à 1841, est un homme politique irlandais.

## Biographie
Il est le fils aîné de Somerset Lowry-Corry (2e comte Belmore) et de son épouse, Lady Juliana Butler. Son plus jeune frère est Henry Lowry-Corry, qui est premier Lord de l’amirauté sous Lord Derby et Benjamin Disraeli. Il étudie à Christ Church, Oxford et est député conservateur du comté de Fermanagh de 1823 à 1831 et est nommé haut shérif du comté de Fermanagh en 1832. Il succède à son père à la pairie et au siège familial du Château de Coole en 1841.

## Famille

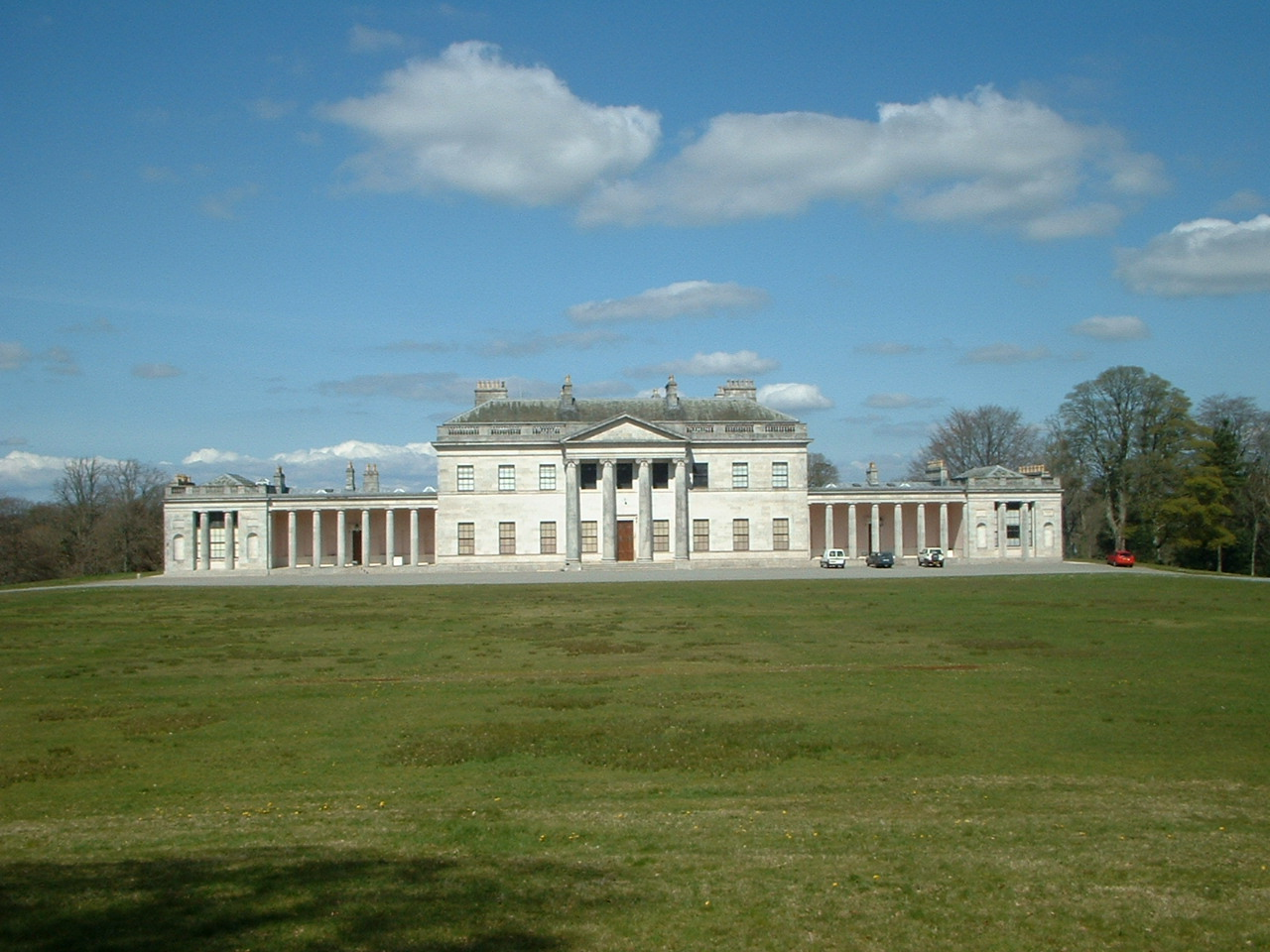
Château de Coole, Co Fermanagh

Lord Belmore épouse Emily Louise Shepherd, fille cadette et héritière de William Shepherd, de Brabourne, dans le Kent, et de son épouse Anne Lovel Dawson, fille de Thomas Dawson, de Edwardstone Hall, Suffolk, et a: 
- Somerset Lowry-Corry, 4e comte Belmore (9 avril 1835 - 6 avril 1913), son héritier
- Amiral Hon. RN Armar Lowry-Corry (25 mai 1836 - 1er août 1919), marié le 8 février 1868 à Geraldine King-King (décédée le 8 janvier 1905), cinquième fille de James King King, de Staunton Park, Hereford, et de son épouse Mary Cochrane Mackenzie
- L'hon. Frederick Cecil George Lowry-Corry (24 juin 1839 - 12 mai 1855)
- L'hon. Mary Emma Lowry-Corry (1840 - 1854)
- L'hon. Emily Margaret Lowry-Corry (1844-1864)
- Colonel Hon. Henry William Lowry-Corry (en) (30 juin 1845 - 6 mai 1927), marié le 21 septembre 1876 à l'hon. Blanche Edith Wood (décédée le 21 juillet 1921), troisième fille de Charles Wood (1er vicomte Halifax), et de son épouse Lady Mary Grey, cinquième fille de Charles Gray, 2e comte Grey

Lord Belmore décède à Castle Coole le 17 décembre 1845, à l'âge de 43 ans. Il est enterré à Caledon en Irlande du Nord. Lady Belmore est décédée en 1904, à l'âge de 90 ans, et est enterrée à l'église St Mary's à Edwardstone, dans le Suffolk.